# 狂齒鱷屬

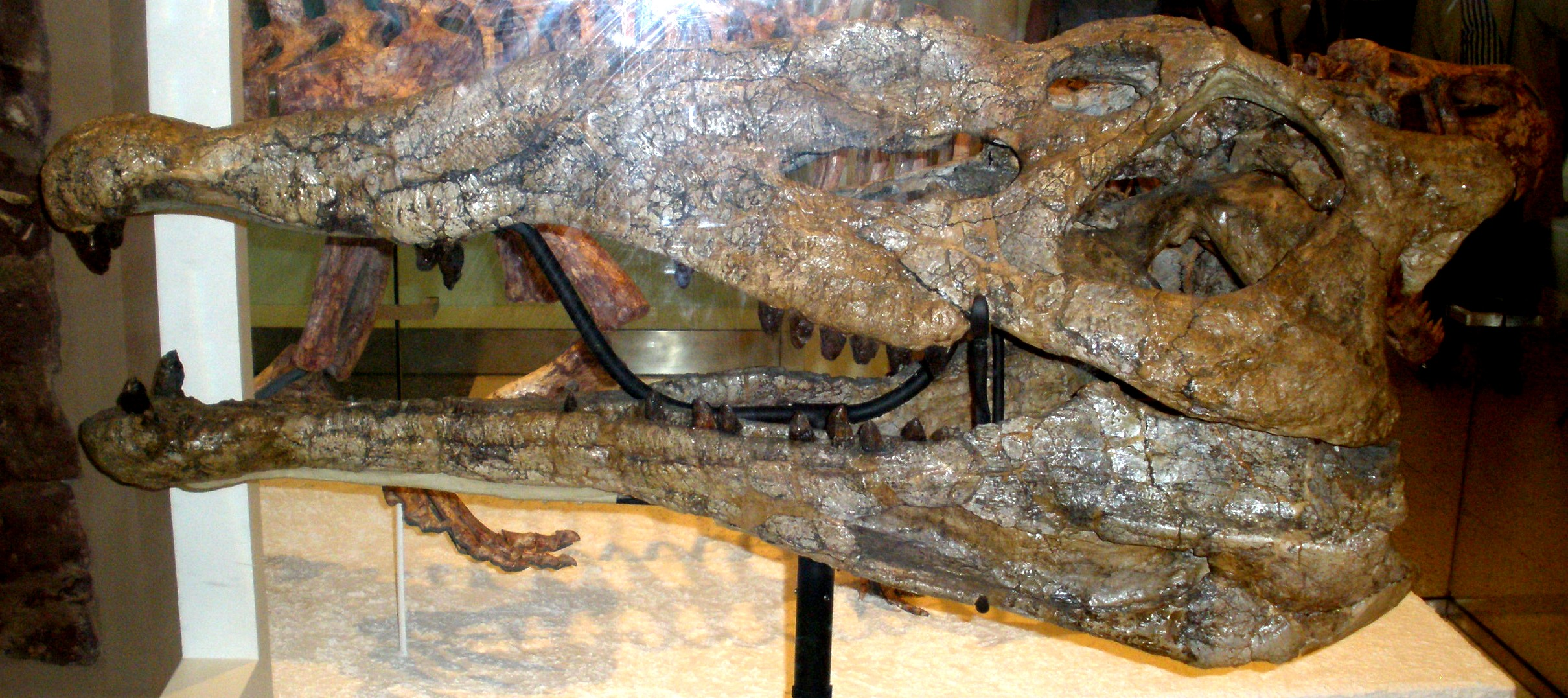
狂齒鱷的頭骨（原本被歸類於劍鼻鱷）

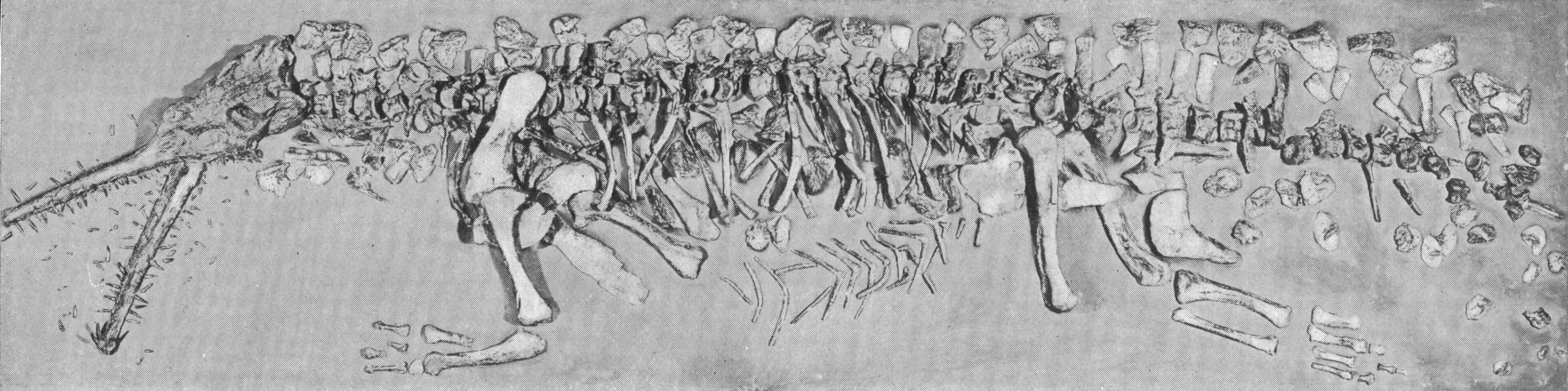
卡羅萊納狂齒鱷的化石

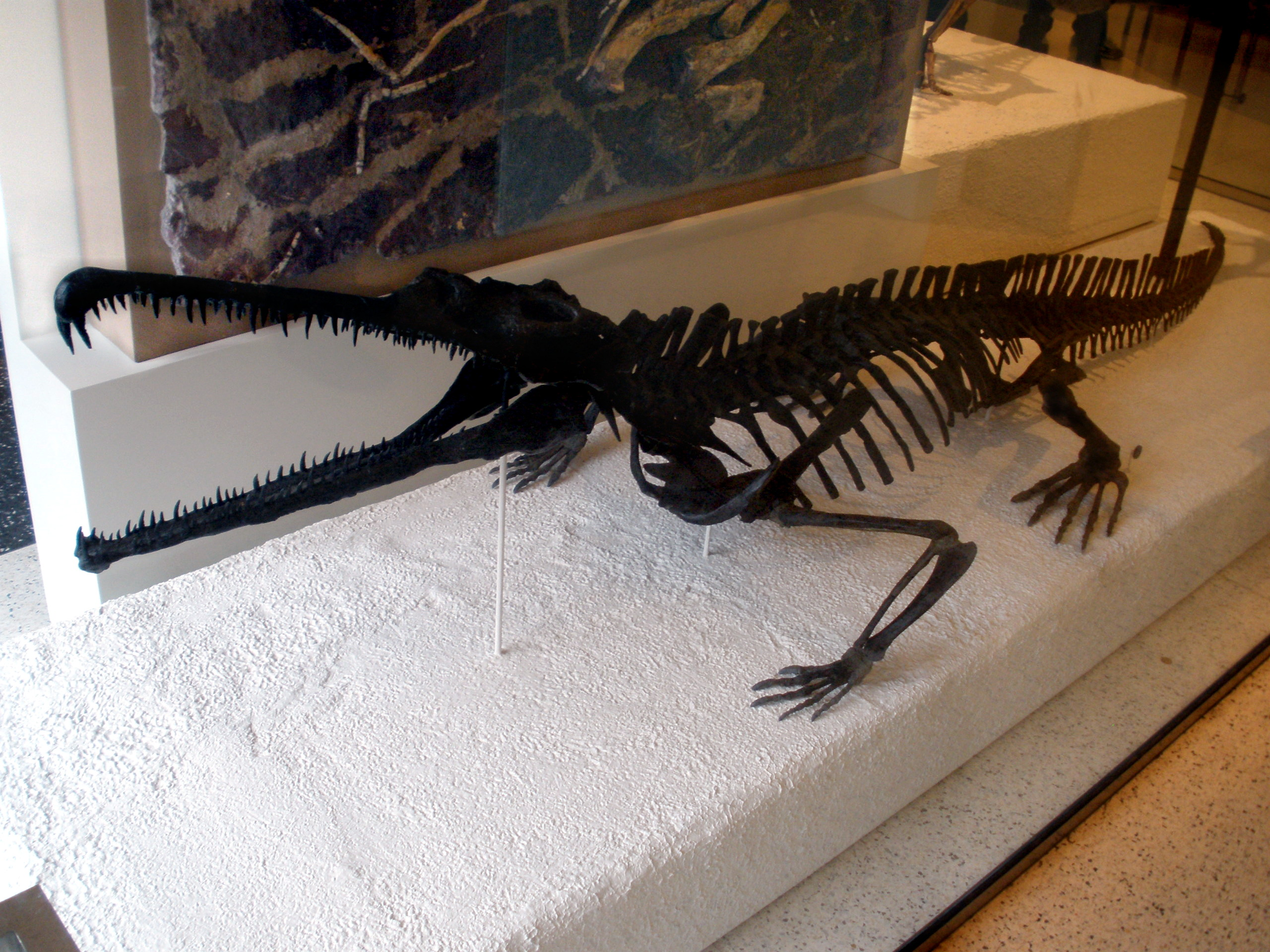
卡羅萊納狂齒鱷的化石

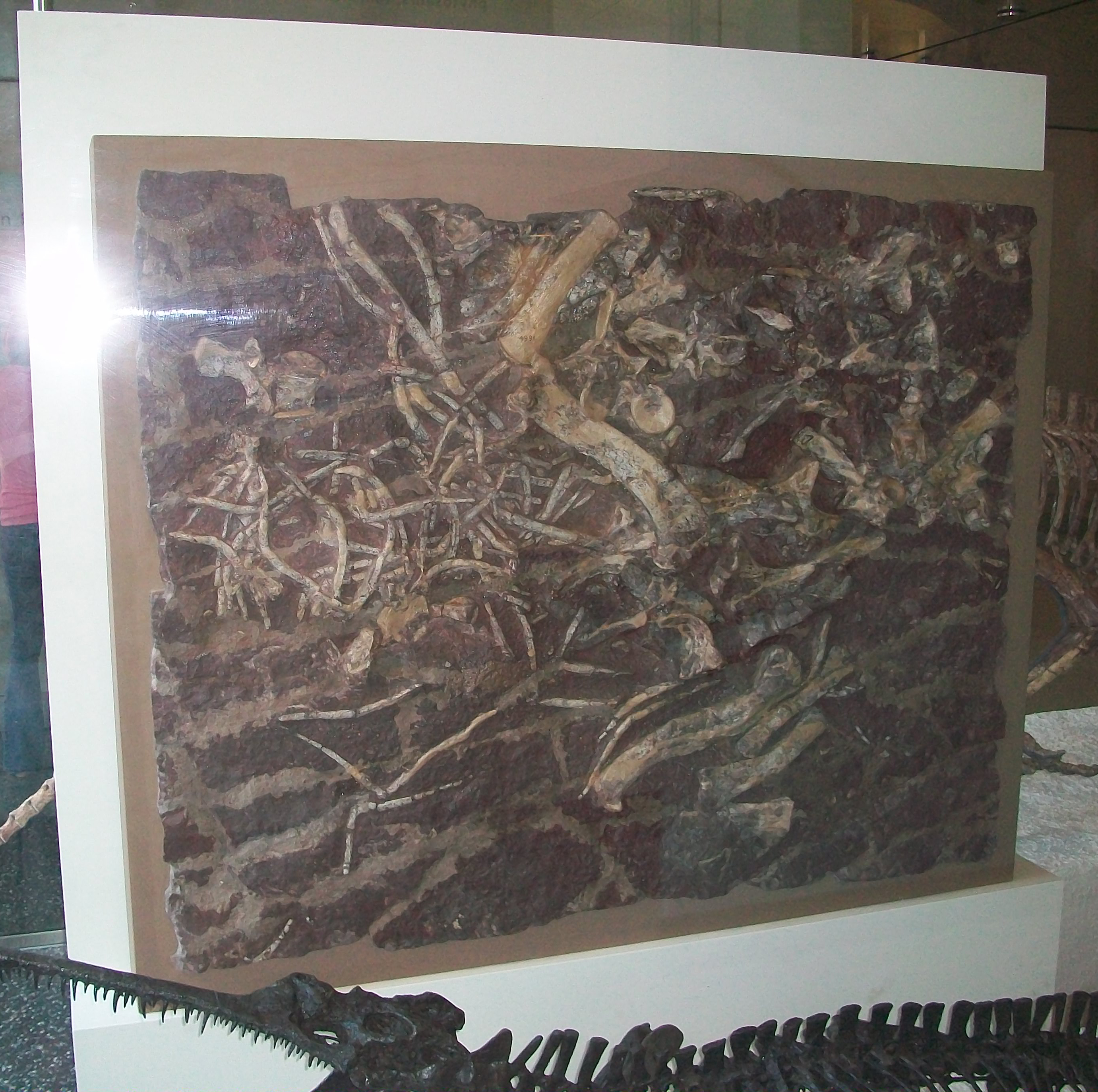
曼哈頓狂齒鱷的化石

狂齒鱷屬（學名：Rutiodon）是種已滅絕鑲嵌踝類，屬於植龍目，生存於三疊紀晚期。身長可達3公尺。化石發現於美國紐約州、北卡羅萊納州、紐澤西州等地。
如同其他植龍目，狂齒鱷的外表非常類似鱷魚，不同點是牠們的鼻孔的位置接近眼睛。因為牠們的前端牙齒較大，牠們外表更類似恆河鱷。牠們可能在水邊捕食魚類並捕抓陸地動物。狂齒鱷的背部、身體兩側、尾巴覆蓋者骨質鱗甲。
模式種是卡羅萊納狂齒鱷（R. carolinensis）。第二個種是曼哈頓狂齒鱷（R. manhattanensis），化石是在1910年首次發現於美國紐澤西州，因為在曼哈頓隔岸，所以種名以曼哈頓為名。

## 大眾文化
狂齒鱷是最著名的植龍類之一，曾出現在探索頻道2001年的節目《恐龍紀元》，並狩獵腔骨龍。狂齒鱷也曾出現在探索頻道的《動物末日》（Animal Armageddon）。